# Chika Fujiwara
Chika Fujiwara (藤原 千花, Fujiwara Chika) é uma personagem ficcional da série de mangá Kaguya-sama: Love is War, criado por Aka Akasaka. Retratada na história como vinda de uma prestigiosa família de políticos, Chika é a secretária do conselho estudantil da Academia Shuchiin, onde trabalha em estreita colaboração com seus colegas membros do conselho estudantil, a vice-presidente Kaguya Shinomiya e o presidente Miyuki Shirogane. Devido à sua atitude inocente e alegre, Chika parece estar completamente alheia às "batalhas" psicológicas que ocorrem entre Kaguya e Miyuki, pois elas constantemente tentam fazer uma à outra confessar seu amor.
Na adaptação do anime, Chika é dublada por Konomi Kohara em japonês. Nos filmes live action Kaguya-sama: Love Is War e sua sequência Kaguya-sama: Love Is War 2, ela é interpretada pela atriz e ex-cantora japonesa Nana Asakawa. Chika é considerada uma das personagens mais populares de Kaguya-sama: Love Is War e sua personalidade foi bem recebida por fãs e críticos.

## Criação e concepção
Em fevereiro de 2020, Aka Akasaka, o autor de Kaguya-sama: Love Is War, disse em uma entrevista que o papel de Chika no mangá é principalmente servir como um contraste para Kaguya Shinomiya e Miyuki Shirogane, aparecendo quando os dois estão no meio de suas tramas e então ela semeia o caos por meio de sua tolice, além de afirmar que os relacionamentos entre Chika, Miyuki e Kaguya basicamente conduzem a trama. Além disso, Akasaka foi questionado sobre o porquê de Chika não ter monólogos e ele respondeu: 
| “              | Fujiwara é exatamente quem ela é. Ela não abriga nenhuma escuridão. O fato de ela não ter monólogos foi apenas uma ideia inicial minha; na época, achei melhor deixar um pouco de mistério em algum lugar. Mas agora que a série já dura tanto tempo, isso não é mais necessário. Eu desenho Fujiwara como se ela fosse a heroína de todos. Sinta-se à vontade para gostar dela. | ” |
| — Aka Akasaka, | |   |

Um mês antes, durante outra entrevista, quando perguntado se ele se parecia com algum de seus personagens, Akasaka disse que ele é como Chika, pois adora jogos de tabuleiro e que se sente como ela e tem sua personalidade quando amigos e familiares o visitam.

## Aparições

### Em Kaguya-sama: Love is War
No mangá Kaguya-sama: Love Is War, Chika Fujiwara é a secretária do conselho estudantil da Academia Shuchiin. Chika é uma jovem de pele clara com cabelos prateados na altura dos ombros (rosa claro no anime) que tem um laço preto no meio da franja quadrada, olhos azuis e peitos grandes. Chika vem de uma família de políticos: seu bisavô já foi primeiro-ministro do Japão, seu tio é o atual ministro da direita e sua mãe é diplomata, tornando sua linhagem de extremo prestígio. Além disso, Chika tem uma irmã mais velha chamada Toyomi e uma irmã mais nova chamada Moeha.
Chika é uma garota excêntrica e alegre que quase sempre tem um sorriso no rosto. Sempre procurando se divertir com seus colegas membros do conselho estudantil, ela é frequentemente a única a inventar atividades e ideias estranhas que entretêm a si mesma e aos outros. Ela é principalmente alheia à atmosfera da sala, resultando em ser um elemento imprevisível que arruína muitos dos esquemas de Kaguya e Miyuki para fazer o outro confessar. Por causa de sua atitude relaxada e palhaçadas infantis, muitos dos membros do conselho parecem vê-la como simplória, especialmente Kaguya. Ironicamente, Chika é realmente muito talentosa em uma variedade de áreas, sendo uma pianista talentosa e também falando cinco idiomas. Existem várias histórias em que Chika treinou intensamente Miyuki em habilidades que ele não tem, como vôlei, canto, superação de melindres e dança tradicional. Após cada sessão, ela jura não ensiná-lo mais, mas sucumbe aos seus apelos que a chamam de amiga confiável ou a única que pode ajudar.

### Em adaptações
Na adaptação para anime da série, Konomi Kohara dá voz à personagem, enquanto na dublagem brasileira, Amanda Tavares que dubla. A música tema de encerramento "Chikatto Chika Chika" de Kohara é usada apenas no terceiro episódio da primeira temporada; a música toca enquanto o anime mostra uma apresentação de dança de Chika. No filme live-action de 2019 Kaguya-sama: Love Is War e sua sequência de 2021 Kaguya-sama: Love Is War 2, Chika é interpretada pela atriz e ex-cantora japonesa Nana Asakawa.

## Recepção

### Popularidade
Chika se tornou uma personagem extremamente popular e um tanto quanto uma personagem de destaque no fandom de anime e mangá. A popularidade da personagem de Chika a tornou um assunto frequente de cosplay entre as leitoras fãs da série Kaguya-sama: Love Is War. No Crunchyroll Anime Awards de 2020, Chika foi indicada para a categoria de Melhor Garota na premiação. Uma figura em escala 1/7 de Chika vestindo um biquíni foi lançada em 2020 pela Crunchyroll.